# Rik Grashoff

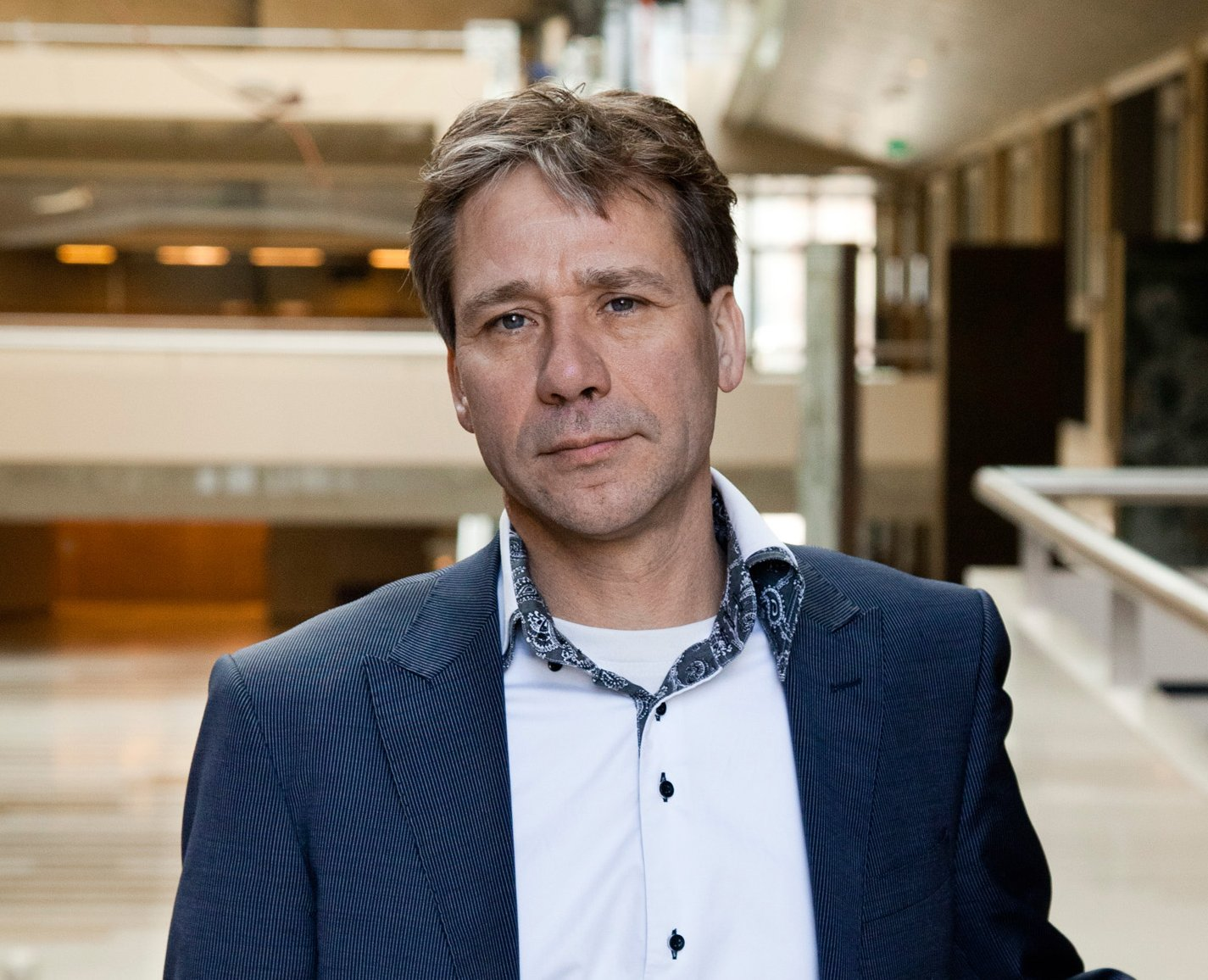
Rik Grashoff, 2011

Hendrik Johannes (Rik) Grashoff (* 5. April 1961 in Krimpen aan den IJssel) ist ein niederländischer Ingenieur und Politiker der GroenLinks.

## Leben
Grashoff studierte Bauingenieurswesen an der Technischen Universität Delft.
Er war von 1998 bis 2006 Beigeordneter von Delft und von 2008 bis 2010 von Rotterdam.
Danach war er von 2010 bis 2012 und erneut von 2015 bis 2018 Abgeordneter in der Zweiten Kammer der Generalstaaten. Vom 3. März 2013 bis zum 12. Mai 2015 war er Vorsitzender von GroenLinks.
Seit 2019 ist er Mitglied der Gedeputeerde Staten der Provinz Nordbrabant.
Rik Grashoff ist Vater von zwei Söhnen und wohnt in Delft.